# Armaillé
Armaillé est une commune française, située dans le Haut-Anjou du département de Maine-et-Loire en région Pays de la Loire.
Commune rurale du Haut-Anjou, Armaillé se situe dans une vallée entre deux lignes de crête où coule la Verzée, qui permit dans le passé d'alimenter des industries locales, comme des tanneries ou des moulins. Bourg agricole ancien, siège d'une famille de chevalerie, le bourg subit dès le XIXe siècle un exode rural qui continue encore au début du XXIe.

## Géographie

### Localisation
La commune est située dans le Haut-Anjou, à environ 3 km de Pouancé, le chef-lieu de canton, et environ 20 km de Segré, la sous-préfecture.

### Topographie, géologie, relief
Armaillé fait partie de l'unité paysagère du Segréen, et plus particulièrement de la sous-unité paysagère du Pouancéen, qui se caractérise par un paysage vallonné, aux ondulations orientées d'est en ouest où le maillage bocager tend à se densifier au fur et à mesure que l'on descend dans les vallons. Sur le plan géologique, la commune se trouve sur un terrain schisteux, de formation silurienne provenant du massif armoricain.
La commune se situe entre deux lignes de crête. Au nord, l'altitude est comprise entre 94 et 98 mètres, et descend progressivement jusqu'au bourg même de la commune, qui se situe à 45 mètres. Le terrain remonte ensuite vers la seconde crête, au sud, culminant à 89 mètres, puis redescend une nouvelle fois, vers la commune de Saint-Michel-et-Chanveaux.

### Climat
Pour des articles plus généraux, voir Climat des Pays de la Loire et Climat de Maine-et-Loire.
En 2010, le climat de la commune est de type climat océanique altéré, selon une étude du CNRS s'appuyant sur une série de données couvrant la période 1971-2000. En 2020, Météo-France publie une typologie des climats de la France métropolitaine dans laquelle la commune est exposée à un climat océanique et est dans la région climatique Bretagne orientale et méridionale, Pays nantais, Vendée, caractérisée par une faible pluviométrie en été et une bonne insolation.
Pour la période 1971-2000, la température annuelle moyenne est de 11,6 °C, avec une amplitude thermique annuelle de 13,8 °C. Le cumul annuel moyen de précipitations est de 717 mm, avec 12,3 jours de précipitations en janvier et 6,5 jours en juillet. Pour la période 1991-2020, la température moyenne annuelle observée sur la station météorologique de Météo-France la plus proche, « Pouancé_sapc », sur la commune d'Ombrée d'Anjou à 5 km à vol d'oiseau, est de 12,4 °C et le cumul annuel moyen de précipitations est de 724,2 mm,. Pour l'avenir, les paramètres climatiques de la commune estimés pour 2050 selon différents scénarios d'émission de gaz à effet de serre sont consultables sur un site dédié publié par Météo-France en novembre 2022.

### Hydrographie
La commune est traversée d'ouest en est par la Verzée. La rivière est rejointe par le ruisseau des Rochettes, qui forme une partie de la frontière ouest de la commune avec La Prévière. D'autres ruisseaux, coulant en intermittence, peuvent rejoindre la rivière. Celle-ci forme plusieurs étangs au niveau du Domaine du Château du Bois-Geslin, ainsi qu'un plan d'eau devant le bourg, créé par la retenue d'eau de l'ancien moulin. La limite sud de la commune, avec Saint-Michel-et-Chanveaux est délimitée par le ruisseau du Merdereau.

## Urbanisme

### Typologie
Au 1er janvier 2024, Armaillé est catégorisée commune rurale à habitat très dispersé, selon la nouvelle grille communale de densité à sept niveaux définie par l'Insee en 2022.
Elle est située hors unité urbaine. Par ailleurs la commune fait partie de l'aire d'attraction de Segré-en-Anjou Bleu, dont elle est une commune de la couronne,. Cette aire, qui regroupe 6 communes, est catégorisée dans les aires de moins de 50 000 habitants,.

## Toponymie
Attestée sous les formes Armaleiacus en 1050, Armaleium vers 1330.

## Histoire

### Préhistoire
Aucun site préhistorique ne se trouve sur la commune, cependant, le menhir de Pierre-Frite, le troisième le plus élevé du département, se trouve à proximité, à la frontière sud, mais sur le territoire de Saint-Michel-et-Chanveaux.

### Moyen Âge
Il est possible qu'à l'emplacement actuel du bourg d'Armaillé se soit tenue une motte féodale puis une résidence seigneuriale, sur la rive droite de la Verzée, où se trouve une cave souterraine. Un des premiers seigneurs du fief fut Hervé d'Armaillé, fils d'Hervé de Martigné, premier seigneur de Pouancé, et frère vassal de Gautier Hai, successeur de leur père à Pouancé. La fondation de l'église date certainement d'avant le XIe siècle. Jean d'Armaillé, bienfaiteur des Dominicains d'Angers, meurt en 1246. Au XVe siècle, la famille d'Armaillé quitte l'ancien château pour s'établir au Bois-Geslin, où ils en font construire un nouveau.

### Ancien régime
En 1576, la famille d'Armaillé cède le Bois-Geslin à Jacques de la Forest d'Armaillé, qui reprend le titre. Le château et le fief dépendent toujours de Pouancé. Entre 1635 et 1639, une épidémie de dysenterie ravage la paroisse, puis une seconde en 1707, qui emporte Jean-Gilles Lallemand, le curé. Durant une autre épidémie, en 1781, le curé de la paroisse s'endette de 200 livres pour venir en aide aux malades. À la fin du XVIIIe siècle, 450 miséreux résident dans la commune. Il n'y a pas de chirurgien, ni de vétérinaire. La seule industrie de la ville est une tannerie. Les impôts s'élevaient pour la paroisse à 1 217 livres pour les vingtièmes, 1 457 livres pour la taille et 204 livres pour la capitation. Les habitants sont également soumis à la gabelle et dépendent du grenier à sel de Pouancé.

### Révolution
La paroisse envoie deux représentants aux États généraux de 1789, le notaire et le tanneur. En 1790, la paroisse est transformée en commune et intégrée dans le canton de Pouancé. En 1792, le curé d'Armaillé refuse de prêter serment et s'exile à Jersey suivi de son vicaire. Un curé constitutionnel vient le remplacer, mais ne reste en fonction que deux mois. Son remplaçant abandonne à son tour. La même année, le 20 mai, une vingtaine d'hommes de la Garde nationale de Pouancé arrivent à Armaillé et arrêtent le maire et une habitante. En 1793, lors de la levée des 300 000 hommes, des hommes des communes alentour entrent dans le bourg et désarment les officiers municipaux et les habitants patriotes.

### Époque contemporaine
La fermeture en 1855 des forges de Tressé, sur la commune de Pouancé, entraine un exode de la population. En 1875, l'ancienne église est détruite pour en construire une nouvelle, de style néogothique. En 1912 sont construits, à la sortie du bourg, la mairie et le groupe scolaire. Lors de la Première Guerre mondiale, Armaillé perd 22 de ses habitants. L'électricité est établie en 1924. La Seconde Guerre mondiale voit la mort de 3 habitants.

## Politique et administration
Armaillé est située dans le canton de Pouancé, arrondissement de Segré, dans le département de Maine-et-Loire. La commune comptant moins de 500 habitants, son conseil municipal est constitué de 11 élus.

### Administration municipale
| Période                                  | Période                   | Identité            | Étiquette | Qualité        |
| ---------------------------------------- | ------------------------- | ------------------- | --------- | -------------- |
| 7 février 1790                           | janvier 1792              | Toussaint Péju      |           |                |
| 15 janvier 1792                          | décembre 1792             | René Raoult         |           | arrêté en 1792 |
| 16 décembre 1792                         |                           | Toussaint Péju      |           |                |
| 20 juin 1800                             |                           | François Jallot     |           |                |
| 1808                                     |                           | René Deshaies       |           |                |
| 1813                                     |                           | François Jallot     |           |                |
| 1816                                     |                           | Coué-Dutertre       |           |                |
| 1820                                     |                           | Pierre Raoult       |           |                |
| 1826                                     |                           | Gendry              |           |                |
| 1939                                     |                           | François Jallot     |           |                |
| 1841                                     |                           | Bréjouin            |           |                |
| 1847                                     |                           | Raimbault           |           |                |
| 1851                                     |                           | Rivière             |           |                |
| 1863                                     |                           | Prod'homme          |           |                |
| 1892                                     |                           | Louis Dutertre      |           |                |
| 1900                                     |                           | Alexandre Audiganne |           |                |
| 1904                                     |                           | Joseph Freisnais    |           |                |
| 1919                                     |                           | Germain Deneux      |           |                |
| 1953                                     |                           | Pierre Adam         |           |                |
| mars 1989                                | 2001                      | Bernard Thoumin     |           | agriculteur    |
| mars 2001                                | mai 2020                  | Bernard Gaultier,   | DVD       | agriculteur    |
| mai 2020                                 | En cours (au 29 mai 2020) | Emmanuelle Galisson |           | agricultrice   |
| Les données manquantes sont à compléter. |                           |                     |           |                |

### Intercommunalité
La commune adhère, comme les autres communes du canton de Pouancé, à un syndicat intercommunal à vocations multiples (SIVM) créé en 1966. Celui-ci devient la communauté de communes de la région de Pouancé-Combrée en 1995. Le 14 décembre 2016, elle se retire de la communauté qui est dissoute le lendemain. Le 1er janvier 2017, la commune rejoint Anjou Bleu Communauté.

## Population et société

### Démographie

#### Évolution démographique
Dans son Dictionnaire Historique, Géographique et Biographique de Maine-et-Loire, Célestin Port livre le compte de la population d'Armaillé sous l'Ancien Régime. La population est exprimée en « feux », c'est-à-dire en foyer de famille. Pour estimer le nombre d'habitants, il faut appliquer un coefficient multiplicateur de 5. Entre 1720 et 1726, la paroisse comptait 176 feux, pour 794 habitants.

L'évolution du nombre d'habitants est connue à travers les recensements de la population effectués dans la commune depuis 1793. Pour les communes de moins de 10 000 habitants, une enquête de recensement portant sur toute la population est réalisée tous les cinq ans, les populations de référence des années intermédiaires étant quant à elles estimées par interpolation ou extrapolation. Pour la commune, le premier recensement exhaustif entrant dans le cadre du nouveau dispositif a été réalisé en 2004.

En 2022, la commune comptait 317 habitants, en évolution de +1,28 % par rapport à 2016 (Maine-et-Loire : +2,12 %, France hors Mayotte : +2,11 %).
| 1793 | 1800 | 1806 | 1821 | 1831 | 1836 | 1841 | 1846 | 1851 |
| ---- | ---- | ---- | ---- | ---- | ---- | ---- | ---- | ---- |
| 779  | 515  | 657  | 670  | 810  | 797  | 762  | 736  | 793  |

| 1856 | 1861 | 1866 | 1872 | 1876 | 1881 | 1886 | 1891 | 1896 |
| ---- | ---- | ---- | ---- | ---- | ---- | ---- | ---- | ---- |
| 726  | 731  | 713  | 697  | 736  | 755  | 729  | 650  | 613  |

| 1901 | 1906 | 1911 | 1921 | 1926 | 1931 | 1936 | 1946 | 1954 |
| ---- | ---- | ---- | ---- | ---- | ---- | ---- | ---- | ---- |
| 622  | 611  | 597  | 537  | 507  | 509  | 514  | 475  | 495  |

| 1962 | 1968 | 1975 | 1982 | 1990 | 1999 | 2004 | 2006 | 2009 |
| ---- | ---- | ---- | ---- | ---- | ---- | ---- | ---- | ---- |
| 453  | 403  | 335  | 307  | 297  | 290  | 295  | 298  | 285  |

| 2014 | 2019 | 2022 | - | - | - | - | - | - |
| ---- | ---- | ---- | - | - | - | - | - | - |
| 310  | 319  | 317  | - | - | - | - | - | - |

#### Pyramide des âges
La population de la commune est relativement jeune.
En 2018, le taux de personnes d'un âge inférieur à 30 ans s'élève à 37,6 %, soit au-dessus de la moyenne départementale (37,2 %). À l'inverse, le taux de personnes d'âge supérieur à 60 ans est de 21,6 % la même année, alors qu'il est de 25,6 % au niveau départemental.
En 2018, la commune comptait 164 hommes pour 153 femmes, soit un taux de 51,74 % d'hommes, largement supérieur au taux départemental (48,63 %).
Les pyramides des âges de la commune et du département s'établissent comme suit.
| Hommes | Classe d’âge | Femmes |
| ------ | ------------ | ------ |
| 0,0    | 90 ou +      | 0,0    |
| 3,6    | 75-89 ans    | 3,2    |
| 17,6   | 60-74 ans    | 18,8   |
| 19,4   | 45-59 ans    | 16,9   |
| 24,8   | 30-44 ans    | 20,1   |
| 13,3   | 15-29 ans    | 15,6   |
| 21,2   | 0-14 ans     | 25,3   |

| Hommes | Classe d’âge | Femmes |
| ------ | ------------ | ------ |
| 0,9    | 90 ou +      | 2,1    |
| 7      | 75-89 ans    | 9,5    |
| 16,2   | 60-74 ans    | 16,9   |
| 19,4   | 45-59 ans    | 18,7   |
| 18,2   | 30-44 ans    | 17,5   |
| 18,8   | 15-29 ans    | 17,6   |
| 19,5   | 0-14 ans     | 17,6   |

### Enseignement
Seule une école publique dépendant de l'académie de Nantes accueille les enfants de maternelle et primaire. Les collèges se trouvent à Pouancé et les lycées se situent à Châteaubriant ou Segré.

### Santé
Il n'y a pas de médecin ni d'infirmier installé à Armaillé. Les plus proches sont basés à Pouancé, de même que l'hôpital. Les cliniques les plus proches se situent à Châteaubriant, de même que le service maternité.

### Autres équipements, commerces et tourisme
La commune dispose pour unique équipement sportif d'un terrain de football, d'une bibliothèque pour équipement culturel et d'une salle de fête d'une capacité de 100 personnes. Un commerce fait office de café-tabac et de dépôt de pain. Pour le tourisme, la commune est affiliée à l'office de tourisme de l'Anjou bleu (office de tourisme de destination). Une chambre d'hôtes et un gîte rural se trouve sur la commune. Armaillé a obtenu une fleur au concours des villes et villages fleuris.

## Économie

### Revenus de la population et fiscalité
En 2008, le revenu fiscal médian par ménage était de 15 446 €,
ce qui plaçait Armaillé au 24 741e rang  parmi les 31 604 communes de plus de 50 ménages en métropole.

### Emploi, entreprises et commerces
Selon l'INSEE, la commune compte en 2009, hors exploitations agricoles, quatre entreprises dont une dans la construction et trois dans le commerce, le transport, la réparation automobile et les services divers.
Sur 39 établissements présents sur la commune à fin 2015, 51 % relèvent du secteur de l'agriculture (pour une moyenne de 11 % sur le département), 8 % du secteur de l'industrie, 5 % du secteur de la construction, 31 % de celui du commerce et des services et 5 % du secteur de l'administration et de la santé.

#### Agriculture
On compte 33 exploitations agricoles en 2000. Le nombre d'exploitations diminue entre 1988 et 2000, passant de 37 à 33, mais la superficie cultivée augmente sur cette même période, passant de 1 431 hectares (moyenne 39 hectares par exploitation) à 1 569 hectares (48 hectares par exploitation). Vingt-six exploitations élèvent des bovins, le nombre de tête baissant légèrement de 2 770 à 2 743 entre 1988 et 2000, et vingt-cinq des volailles, dont le nombre baisse également de 5 691 à 5 111 sur la période.

#### Appellations sur le territoire
La commune possède au total une quinzaine d'appellations sur le territoire:
- AOC - AOP Rouge des prés ;
- IGP Bœuf du Maine ; Cidre de Bretagne ou Cidre breton ; Farine de blé noir de Bretagne - Gwinizh du Breizh ;
- IGP Maine-et-Loire blanc ; Maine-et-Loire rosé ; Maine-et-Loire rouge ; Val de Loire blanc ; Val de Loire rosé ; Val de Loire rouge ;
- IGP Volailles de Janzé ; Volailles de Loué ; Volailles du Maine ; Volailles d’Ancenis ; Œufs de Loué

## Culture locale et patrimoine

### Lieux et monuments
Armaillé comporte plusieurs monuments à découvrir :

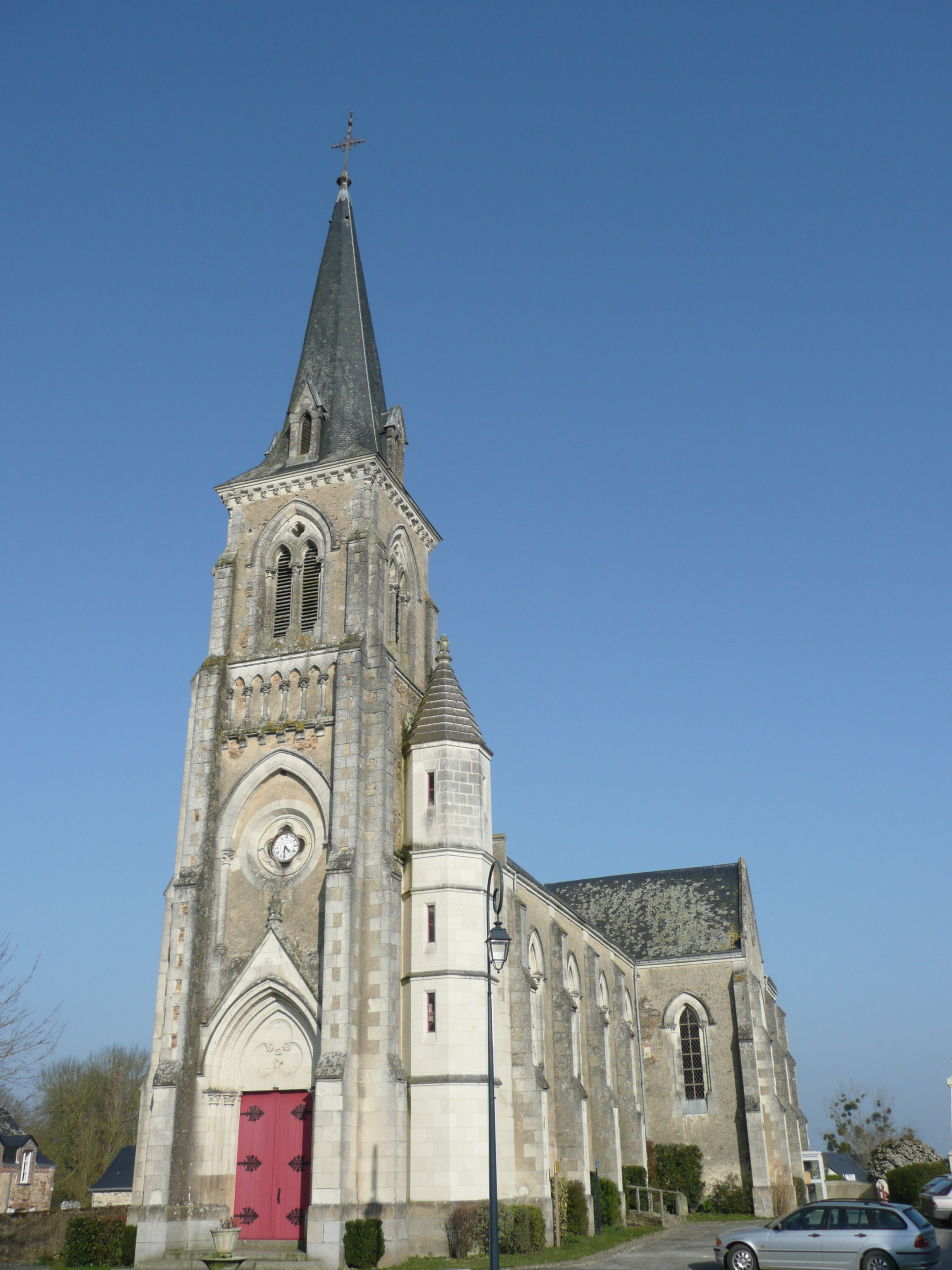
Église Saint-Pierre-Saint-Paul.
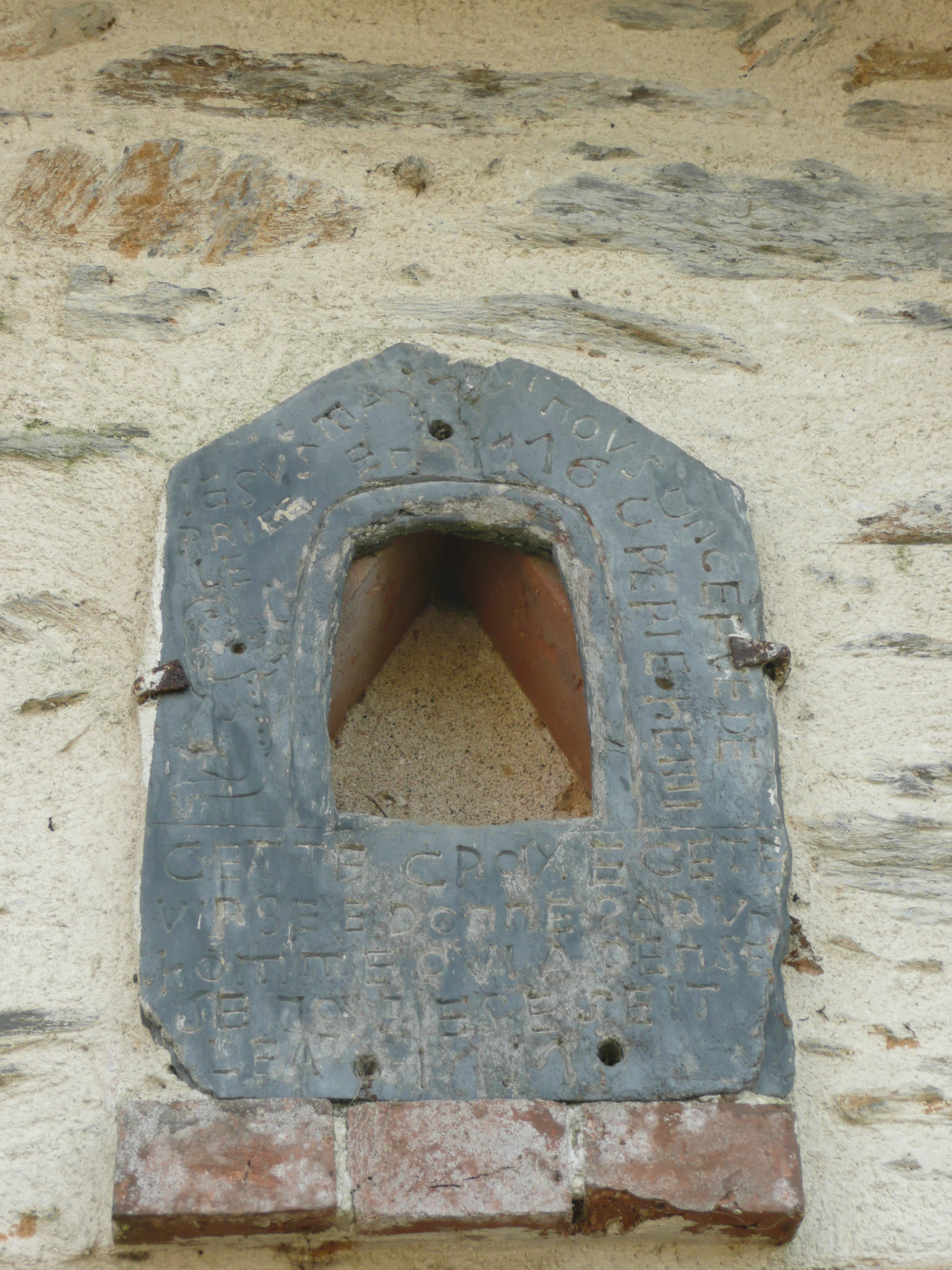
Ex-voto du lavoir.
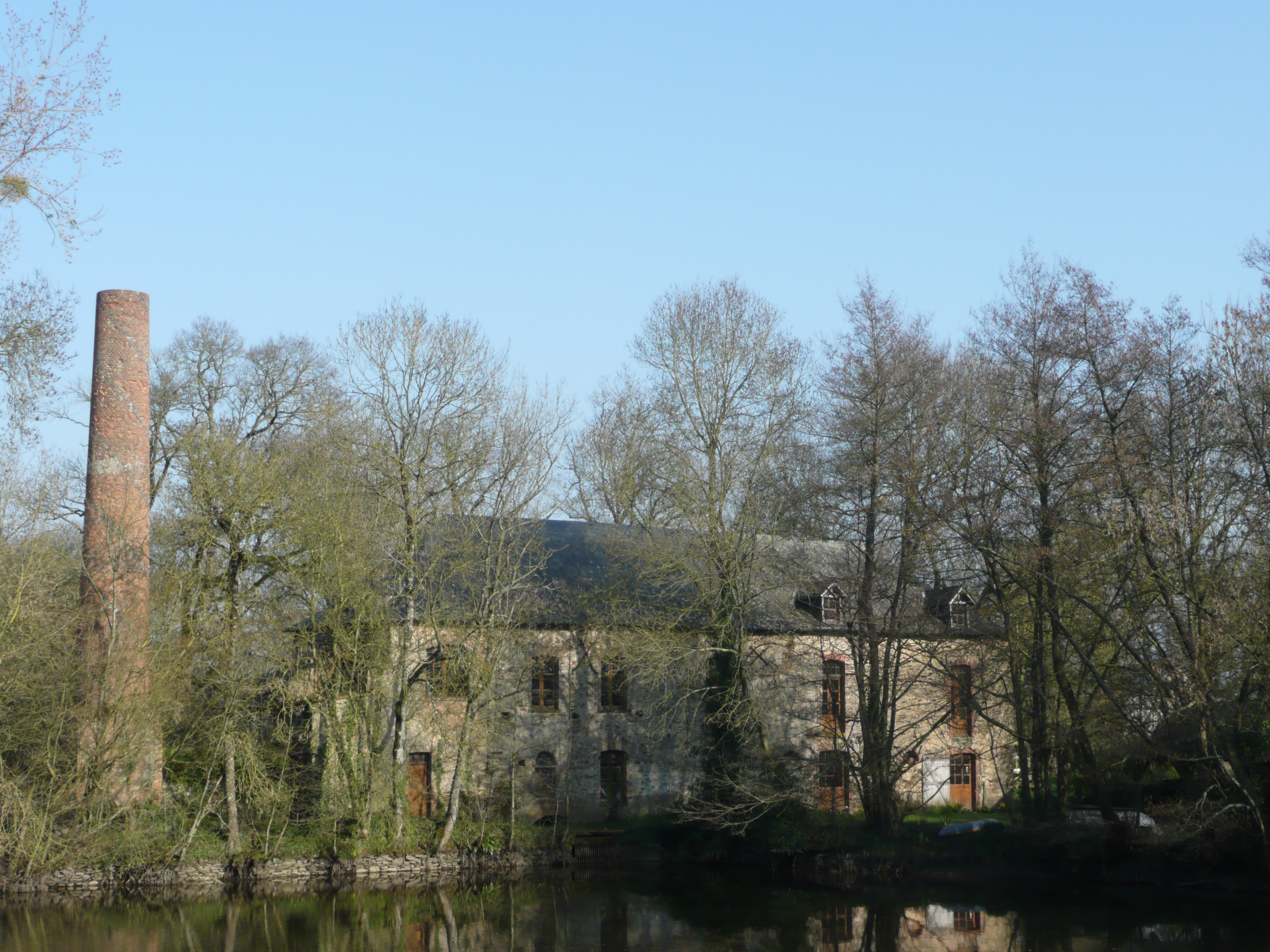
Ancienne minoterie.

- Le prieuré de la Primaudière est un ancien prieuré fondé en 1207 par accord entre le seigneur de Pouancé, Guillaume de La Guerche, et Geoffroy, seigneur de Châteaubriant. L'ordre de Grandmont s'y établit. Le prieuré a pour particularité d'être établi au-dessus de la Nymphe, le cours d'eau séparant l'Anjou de la Bretagne. Vendu comme bien national sous la Révolution française, la nef de la chapelle est convertie en verrerie, puis en étable. Actuellement, la nef a été restaurée et est accessible au public, tandis que les anciens communs sont propriété d'un privé. Seule la nef de l'édifice et une moitié des communs se trouvent sur la commune d'Armaillé, le reste faisant partie de Juigné-des-Moutiers[F 1].
- Le château du Bois-Gélin est une demeure du XVIe siècle, qui devient la maison seigneuriale de la famille d'Armaillé. Il sera vendu plus tard à Jacques de la Forest et appartiendra au XXe siècle à Louis de Broglie. Le château s'articule autour d'un logis flanqué de deux pavillons à pignon pointus au nord, eux-mêmes flanquées d'une tourelle. Les douves sont encore présentes[F 1].
- Le lavoir d'Armaillé datant du XIXe siècle possède encore un ex-voto scellé dans la maçonnerie. Originellement placé sur un acacia avec une Vierge, la niche conserve l'inscription « Jésus, Maria, 1756. Prions les. Cette croix et cette Vierge ont été données par un homme qui a failli se noyer et les a fait faire en 1767. »[F 2].
- L'ancienne minoterie, installée sur la Verzée, a été construite vers 1863. En 1869, la cheminée en brique est construite. Originellement haute de 28 mètres, elle a été depuis tronquée de la moitié de sa hauteur[F 2].
- L'église Saint-Pierre-Saint-Paul remonte à 1875, payée par une souscription publique, par la commune, la fabrique et l'État. Le monument est de style néogothique, avec un nef formée de voûtes en ogives surbaissées donnant sur un transept et un chœur. Dans un bras du transept se trouve un autel dédié à sainte Apolline. Plusieurs statues se trouvent dans le transept ou le chœur. Lors du réaménagement de l'édifice en 1928, la dalle funéraire de François de la Forest d'Armaillé, daté de 1662 est descellée pour être placée à l'entrée de l'église. Lors de ce déplacement, deux cœurs en fer, relié par une tige, ont été retrouvés. Ces cœurs sont ceux de François et de son épouse Françoise Le Chat (fille de Pierre Le Chat et de Marie Ayrault). Ils sont aujourd'hui exposées dans un oculus vitré, dans l'église[F 2],[16].

### Personnalités liées à la commune
Norbert Esnault (1928-2016), coureur cycliste.